# ウラジーミル1世

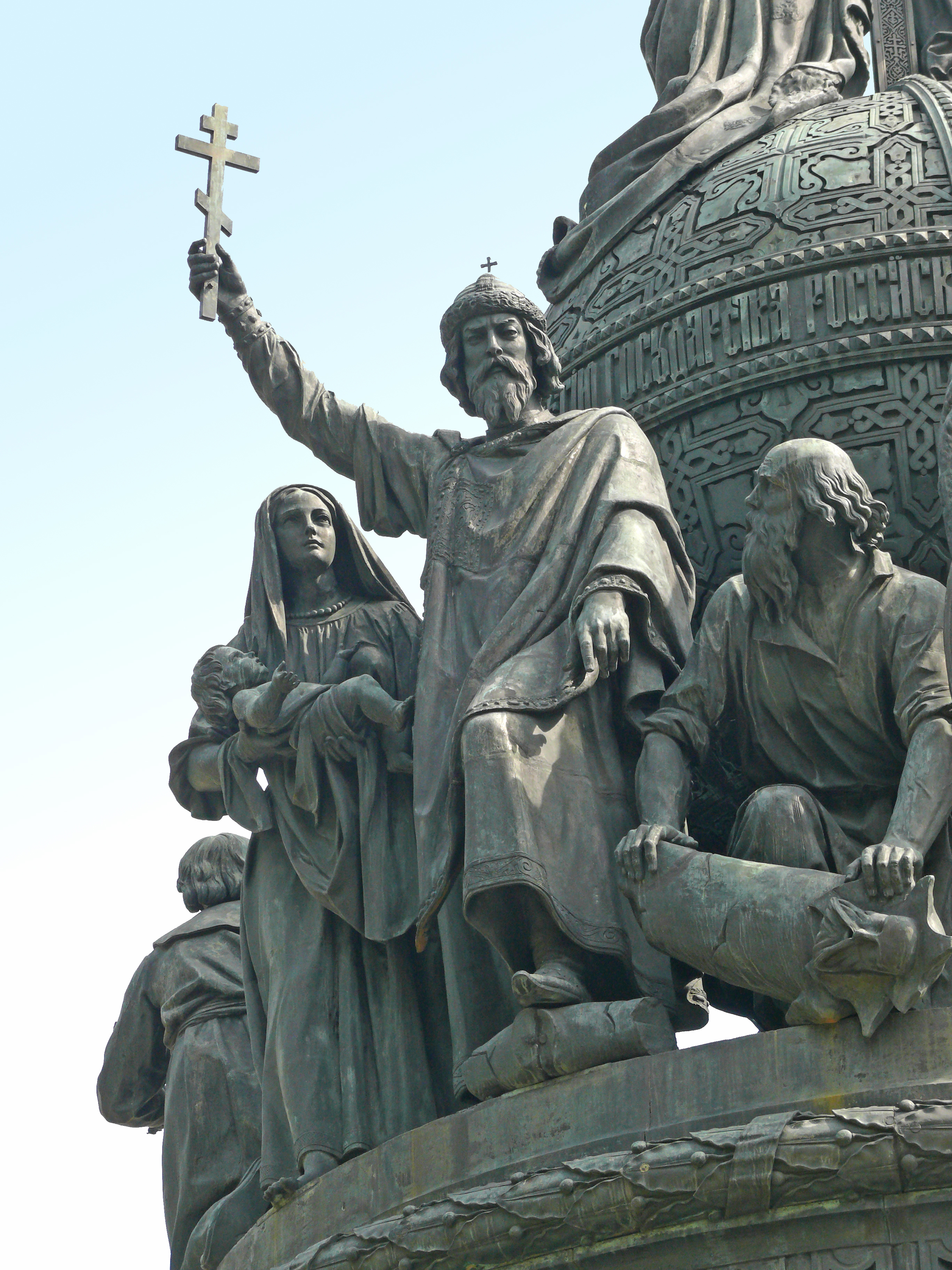
ノヴゴロドにあるロシア1000年記念碑の銅像。八端十字架を掲げている。

ウラジーミル1世（ウラジーミル1せい、ロシア語: Владимир Святославич）、ヴォロディーミル1世（古東スラヴ語: Володимѣръ Свѧтославичь、ウクライナ語: Володимир Святославич）955年頃 - 1015年7月15日）は、リューリク朝、キエフ大公国のキエフ大公（在位：978年6月11日 - 1015年7月15日）。子はヤロスラフ1世やボリスとグレプの他多数いる。キエフ大公国をキリスト教化した。キリスト教（正教会・カトリック教会・聖公会・ルーテル教会）の聖人で、亜使徒・聖公ウラジーミルと呼ばれる。祭日は7月15日（7月28日）。「太公」、「聖公」、「赤日」とも呼ばれる。

## 前半生
ウラジーミルは、955年頃にキエフ大公・スヴャトスラフ1世の子として生まれた。母は、オリガ（スヴャトスラフの母、ウラジーミルの祖母）に仕えた鍵番のマルーシャであった。正嫡の兄として、長兄ヤロポルク1世と次兄オレーグがいた。
ウラジーミルは、父スヴャトスラフ1世存命中からノヴゴロド公に任じられていた。これは、後継者として目されていたためであろう。そして父の死後の975年にヤロポルクがオレーグと争い、殺害にいたると、977年ウラジーミルはスカンディナビアへ逃亡した。37歳の時、ノルマン人（ヴァリャーグ）人を率いて帰還、ヤロポルクを破り、キエフ大公に即位した。『ルーシ年代記』による即位年は980年であるが、11世紀後半の書『Память и похвала князю русскому Володимиру』によると、978年となっている。ウラジーミル1世が37歳になったのは978年であるため、980年説は成立しない。しかし、多くの書物では980年説は定説となっている。
キエフ進撃の途上で、他のヴァリャーグ系の国家であるポロツク公国を滅ぼし、公ログヴォロドと息子たちを殺害した上、かつて自身を「奴隷の子」と呼んで侮辱した公女ログネダを略奪して妻とした。さらに南方や北東地域にも進出してキエフ大公国の領土を父の代から倍増させた。981年にヴャチチ族、984年にラヂミチ族を従属させた。モスクワの東に位置するウラジーミルの町やヴォルィニ地方のウラジーミルは彼が建設したとされる。
内政においては、ノルマン系のルーシ族の植民を奨励する一方で、980年頃、ルーシに伝統的な異教信仰を基盤に据えた国制改革を行ったとされる。伝統的なルーシの異教信仰に近隣諸民族の神を加えた大規模な祭祀を行ったが失敗した。こうして、数年後のキリスト教導入に至る。987年に10人の家来たちに各宗教を調査させた報告を聞き、また祖母オリガの洗礼に続き、988年に彼も洗礼を受けた。そして異教の偶像を破壊するよう命じた。
海外で信仰の実状を探った家臣らは「私たちは天上にいたのか地上にいたのかわかりませんでした。地上にはこのような光景も美しさもなく、また物語ることもできないからです。あそこでは神は人々と共におられ、彼らの勤行がすべての国にまさっていることだけは間違いありません」と正教の儀式の報告を受けて、ウラジーミルは正教を国教としてビザンチン帝国から導入することに決めた。

## キリスト教導入後
988年にはキリスト教を国教として導入、加えて東ローマ皇帝バシレイオス2世の妹アンナと結婚し、キエフ大公国の権威を上昇させると共に、当時最先端であったビザンツ文化を取り入れるなど、優れた手腕を見せた。ウラジーミルは12人の息子をキエフ大公国の各地に封じて土着の勢力を抑えた。近隣との関係はおおむね平穏であったが、南方ステップ地帯の遊牧民であるペチェネグ人には悩まされた。アンナの死後、ウラジーミルは再婚した。相手はオットー1世の孫娘のひとりであったとする説がある。晩年には、ノヴゴロド公に任じていた息子ヤロスラフ1世がキエフへの貢税2000グリヴナ の支払いを停止したため対立し、これを討つための準備中にキエフ近郊のベレストヴォで死去した（1015年）。
ウラジーミルの遺体は、分割され、彼が建てたさまざまな教会に送られて不朽体（聖遺物）として崇敬を受けた。キエフの最も大きな大聖堂のひとつ（聖ヴォロディームィル大聖堂）がウラジーミルに捧げられた。ウラジーミルへの崇敬はルーシの伝統となった。19世紀にはウクライナにおけるキエフ大学の正式名称は、キエフ・ルーシに文明とキリスト教をもたらした人物としてウラジーミルの名称を冠している。ロシア帝国では聖ウラジーミル勲章が設けられた。ウラジーミルは正教会から13世紀に列聖され、カトリック教会でも聖人として崇敬されている。政治・軍事ともに大きな成果を収めたウラジーミル1世の功績は、民族叙事詩である「ブィリーナ」で、また修道士ヤコフ・ムニフの『頌詞』のなかで賞賛されている。彼と共に、東スラブにおけるヴァリャーグ人時代は終わり、キリスト教時代が始まった。

## 名称の日本語表記
ウラジーミル1世の日本語での名称は、除村吉太郎訳注『ロシヤ年代記』ではウラヂミル、和田春樹編『ロシア史』ではウラジーミル1世、田中陽児・倉持俊一・和田春樹編『ロシア史1　9～17世紀』では聖公ウラジーミル1世・ウラジーミル大公、木下康彦・木村靖二・吉田寅編『詳説世界史研究』ではウラディミル1世、伊東孝之・井内敏夫・中井和夫編『ポーランド・ウクライナ・バルト史』ではヴラジーミル（ヴォロディーミル）、黒川祐次『物語ウクライナの歴史』ではヴォロディーミル（ロシア語名ウラジーミル）などと表記される。

## 登場作品

### 文芸作品
- イリヤー・ムーロメツ - ロシアの英雄叙事詩の主人公。ウラジーミル1世はイリヤーの主君、太陽公ウラジーミルとして登場する。

### 映画
- VIKING バイキング 誇り高き戦士たち（2016年、ロシア、演：ダニーラ・コズロフスキー）